# グズニ・ヨハンネソン
グズニ・ヨハンネソン（アイスランド語: Guðni Jóhannesson [ˈkvʏðnɪ ˈjouhanɛsˌsɔn]、1968年6月26日 - ）は、アイスランドの政治家、歴史家。2016年から2024年まで、同国第6代大統領であった。それ以前は、アイスランド大学で歴史学の講師をしていた。

## 経歴
スポーツインストラクターの父と、教師でジャーナリストの母のもとに生まれる。弟のパトレクール・ヨハンネソンはハンドボールの元アイスランド代表選手である。グズニも若いころ、アイスランドとイギリスでハンドボールをしていた。
1987年にレイキャヴィーク短期大学を卒業し、歴史学の学士号を得た。1991年にはイギリスのウォーリック大学から政治学の学士号を、1997年にはアイスランド大学から歴史学の修士号を取得している。ドイツとロシアの大学でも学んだ。1999年にはオックスフォード大学のセント・アントニー・カレッジで、歴史学の学術修士課程を修了した。2003年にはロンドン大学クイーン・メアリー・カレッジから、歴史学の博士号を授与されている。
グズニはアイスランド大学やビフロスト大学、ロンドン大学で講師として勤務した。現在も、アイスランド大学には歴史学の上級講師として在勤している。専門分野はアイスランド近現代史で、これまでに冷戦や2008年から2011年の金融危機、アイスランドの大統領などに関する多数の著作を刊行している。グンナル・トロッドセンの評伝や、クリスチャン・エルジャン大統領に関する作品も著した。
2016年5月5日、グズニは大統領に立候補することを決意した。彼は選挙公約として、憲法に国民主導型の国民投票の規定を盛り込むことに支持を表明した。初期の世論調査でも多くの支持を集めていたが、現職のオラフル・ラグナル・グリムソン大統領が選挙戦からの撤退を決断すると、グズニの人気はさらに上昇した。さまざまな世論調査において、グズニの支持率は他候補を圧倒していた。6月25日にグズニは39.1%の得票率で、相対多数で大統領に当選し 、8月1日に就任した。48歳というアイスランド史上最年少の大統領であった。
グズニはアイスランドのどの政党とも提携関係になかった。自身についてグズニは、政治的な党派心に欠けることから、オラフル・ラグナル・グリムソンよりは政治的な大統領ではないと述べている。グズニは、この小さな北欧の国が統一する重要性を強調している。
2020年6月27日に執行された大統領選挙では得票率92.2%もの圧勝で再選された。

## 人物

### 宗教
グズニは特定の宗教組織に所属するわけではないが、カトリックの信仰のもとで育てられた。グズニがカトリック教会を離れたのは、牧師による虐待事件の報告への対応が遅く、にぶいものであったためである。グズニの信条は、世界人権宣言第1条の「全ての人間は、生まれながらにして自由であり、かつ、尊厳と権利とにおいて平等である。人間は理性と良心とを授けられており、互いに友愛の精神をもって行動しなければならない」である。

### 家族
体育教師でコーチの父と、教師でジャーナリストの母の息子である。父は42歳でがんのため亡くなった。兄弟は2人おり、このうちパトレクールはハンドボールの元アイスランド代表選手でオーストリア代表のコーチ。ヨハンネスはシステムアナリストである。
グズニはカナダ人のエリーザ・リードとオクスフォード大学留学中に知り合い、2004年に再婚した。あわせて4人の子どもがいる。2人ともイギリス留学中に出会い、2003年にアイスランドに移った。グズニが大統領に就任すると、リードはそのアイスランドのファーストレディになった。グズニには前妻とのあいだにも娘が1人いる。

## 著作
- Kári í jötunmóð. Saga Íslenskrar erfðagreiningar og Kára Stefánssonar (Reykjavík: Nýja bókafélagið, 1999).
- Völundarhús valdsins. Stjórnarmyndanir, stjórnarslit og staða forseta Íslands í embættistíð Kristjáns Eldjárns, 1968–1980 (Reykjavík: Mál og menning, 2005).
- Óvinir ríkisins. Ógnir og innra öryggi í kalda stríðinu á Íslandi (Reykjavík: Mál og menning, 2006).
- Þorskastríðin þrjú. Saga landhelgismálsins 1948–1976 (Reykjavík: Hafréttarstofnun Íslands, 2006).
- Hrunið. Ísland á barmi gjaldþrots og upplausnar (Reykjavík: JPV, 2009)
- Gunnar Thoroddsen. Ævisaga. (Reykjavík: JPV, 2010)

グズニはこれまでに、4つのスティーヴン・キングの作品をアイスランド語に翻訳している。